# Daniel Marston
Daniel Marston, född 1974, är en brittisk orienterare som tog VM-brons i stafett 2003.